# Carreteras secundarias
Carreteras secundarias és una pel·lícula espanyola dirigida per Emilio Martínez Lázaro, basada en la novel·la d'Ignacio Martínez de Pisón, que té com a escenaris espais de la Costa Brava, com ara Port de la Selva, cap de Creus, Roses, Begur o Sa Tuna, i també la ciutat de Figueres.

## Sinopsi
En Felipe, un adolescent, i el seu pare, en Lorenzo, viatgen per l'Espanya de 1974 en cotxe, un Citröen DS, que és l'única propietat que tenen. La seva vida és una mudança constant per apartaments de la costa, espais d'aspecte desolat durant la temporada baixa. Per atzars del destí, es veuran obligats a canviar la seva ruta i a allunyar-se del mar, cosa que provocarà una sèrie de canvis en la seva vida que els costarà gestionar.

## Repartiment
- Antonio Resines
- Fernando Ramallo
- Miriam Díaz Aroca
- Maribel Verdú

## Nominacions
- Goya. Millor actor revelació 1998 (Fernando Ramallo)[3]
- Goya. Millor guió adaptat 1998 (Ignacio Martínez de Pisón)
- Unión de Actores. Millor actor revelació 1998 (Fernando Ramallo).